# Procesija Za Križen na wyspie Hvar
Procesija Za Križen na wyspie Hvar – tradycyjna procesja pasyjna organizowana nieprzerwanie od 500 lat w noc Wielkiego Czwartku na wyspie Hvar w Chorwacji. Z sześciu kościołów wyruszają procesje na czele których idą nosiciele krzyża. Wierni odwiedzają kolejno kościoły w uczestniczących w procesji wioskach, a rano wracają do swojej parafii. Podczas procesji jest śpiewany XV-wieczny tekst pasyjny Gospin plač. W 2009 roku została wpisana przez UNESCO na listę reprezentatywną niematerialnego dziedzictwa kulturowego ludzkości.

## Historia

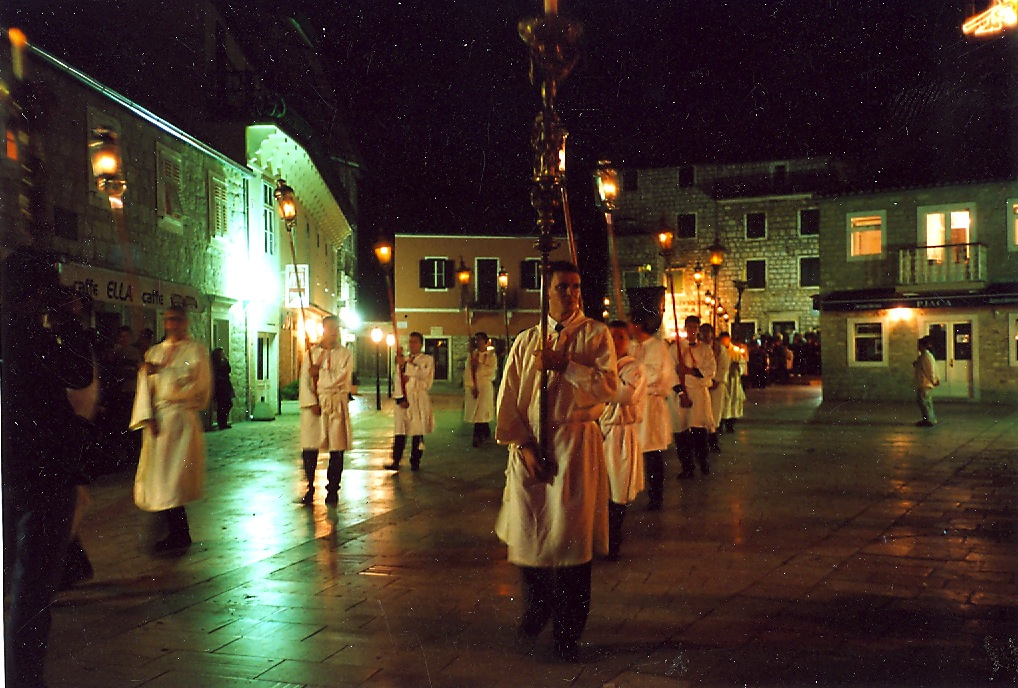
Procesja za krzyżem na wyspie Hvar

Od ponad 500 lat mieszkańcy 6 wiosek na w wyspie Hvar w Wielki Czwartek organizują Procesiję Za Križen (procesję „za Krzyżem”). O procesji po raz pierwszy wspomina w 1658 roku sprawozdanie z wizytacji biskupiej w Jelsie. Opisuje ono procesję, która odbyła się w Wielki Piątek rano oraz podaje, że wcześniej była zabroniona z powodu konwiktów. O konfliktach pomiędzy nosicielami krzyża w Pitve wspomina dokument z 1817 roku. Zachował się również spis nosicieli krzyża w Jelsie w którym pierwsze zapisy pochodzą z 1822 roku.
Istnieje kilka teorii tłumaczących powstanie tej tradycji:
- procesja powstała gdy po uniezależnieniu się parafii na wyspie od feudalnej administracji kościelnej parafie organizowały procesje do sąsiednich kościołów
- zwyczaj powstał gdy po konflikcie pomiędzy panami a chłopstwem figurka Pana Jezus na krzyżu w domu powstańca zapłakała krwawymi łzami
- procesje wywodzą się z tradycyjnych pielgrzymek do Bożych grobów

Procesje są organizowane przez świeckich i nie prowadzą ich miejscowi księża. Tylko we Vrbanju istnieje zwyczaj, że każdy nowy proboszcz zostaje w pierwszym roku po objęciu funkcji nosicielem krzyża. Kiedyś procesje organizowały działające przy kościołach bractwa. Księża czekają w swoich kościołach i witają przychodzące procesje.
Procesje ruszają, zgodnie z ruchem wskazówek zegara, w tym samym momencie z sześciu kościołów w Jelsie, Pitve, Vrisniku, Svirču, Vrbanju i Vrboskiej. 22 kilometrowa trasa prowadzi od wsi do wsi, a procesja zatrzymuje się w kolejnych kościołach. Ważne jest aby wierni z poszczególnych wsi na trasie procesji nie spotkali się, gdyż według wierzeń ludowych jest to znakiem wielkiego nieszczęścia. Ośmiogodzinną procesję prowadzą wybrane osoby niosące krzyż (nosiciele krzyża). Procesji towarzyszy 5 chórzystów nazywanych kantaduri. Śpiewają oni Gospin plač (Lament matki Bożej) tekst pasyjny z XV wieku. Każda z wiosek ma własne zwyczaje, na przykład we Vrbanje zwyczajowo procesja odwiedza cmentarz, aby oddać hołd wszystkim, którzy odeszli i nie mogą już uczestniczyć w procesji. W Jelsie na tydzień przed procesją ma miejsce Primopredaja Križa (przekazanie krzyża) podczas której nowy nosiciel odbiera krzyż od zeszłorocznego. W tej wiosce nosiciel biegnie z krzyżem ostatnie 50 metrów przez plac do czekającego na niego księdza.
Podczas II wojny światowej, w 1943 roku włoskie władze faszystowskie okupujące wyspę zakazały udziału wiernych w procesji. Pozwolono tylko na udział 10 członków procesji, którzy mogli towarzyszyć niosącemu krzyż. Rok później, według przekazów ustnych całkowicie zakazano organizowania procesji. Dlatego procesja odbyła się w Egipcie, gdzie Chorwaci za zgodą brytyjskiego dowództwa obozu dla uchodźców zorganizowali procesję. W jadalniach, które miały symbolizować kościoły umieszczono ołtarze i przygotowano groby Boże. W procesji wzięło udział około 8000 osób i liczni alianccy żołnierze.
W 2020 roku podczas pandemii COVID-19 władze wyraziły zgodę na organizację procesji, ale mogło w niej wziąć udział tylko 15 osób. Dlatego apelowano do wiernych, aby włączyli się w procesję poprzez modlitwę w swoich domach. Także w 2021 roku została ograniczona liczba uczestników procesji do 50, z tym, że do kościołów na trasie procesji mogło wejść tylko 25 osób.
W 2009 roku procesija za Križen została wpisana przez UNESCO na listę reprezentatywną niematerialnego dziedzictwa kulturowego ludzkości.

## Nosiciele krzyża
Pvratak križonoše (nosiciel krzyża) wcześniej był wybierany z grona członków bractw działających w parafii. Większość już nie istnieje. Zachowało się tylko Bratovštine Presvetog Sakramenta (Bractwo Najświętszego Sakramentu) w Jelsie. Obecnie aby zostać nosicielem należy wpisać się na specjalna listę i czekać nawet 20 lat na dostąpienie tego zaszczytu. W Jelsie w 2021 roku kolejka sięgała 2051 roku. Nosicielowi krzyża towarzyszą zaproszeni przez niego: pomocnik (najczęściej członek rodziny), nosači torceva (niosący 2 świece w kandelabrach), niosący lampiony i batistrad, który ostrzega niosącego przed przeszkodami na drodze. Nosiciel, aby podziękować im za pomoc zaprasza ich w Wielki Poniedziałek na przyjęcie do swojego domu.
Nosiciel krzyża stoi na czele procesji i niesie krzyż przesłonięty zasłoną. Idzie całą drogę boso lub w skarpetkach. Przez całą drogę nie może usiąść, a w kościołach, które procesja odwiedza może uklęknąć lub stać. Zazwyczaj niesie krzyż w jakiejś intencji, a po zakończeniu procesji otrzymuje od miejscowego kapłana specjalne błogosławieństwo. Bycie nosicielem jest dużym zaszczytem dlatego jego dom jest w nocy z Wielkiego Czwartku na Wielki Piątek oznaczony podświetlonym krzyżem. W każdej z 6 miejscowości są rodziny w których było kilku lub kilkunastu nosicieli krzyża.